# NGC 423

NGC 423

NGC 423 هي مجرة تتبع كوكبة معمل النحات. اكتشفها جون هيرشل في 14 نوفمبر 1835.

## روابط خارجية
- NGC 423 على موقع ويكي سكاي: DSS2, SDSS, GALEX, IRAS, Hydrogen α, X-Ray, Astrophoto, Sky Map, Articles and images